# Storm Shadow
A Storm Shadow, más néven SCALP-EG egy brit–francia alacsony észlelhetőségű robotrepülőgép, amelyet az MBDA vállalat fejleszt és gyárt. A fegyver indítható hajóról, repülőgépről és tengeralattjáróról is. A mintegy 250–560 km hatótávolságú robotrepülőgépet kilenc ország hadereje alkalmazza.

## Harci alkalmazása

### Orosz–ukrán háború
A Storm Shadow robotrepülőgépek Ukrajnának történő lehetséges szállításáról először 2022 október-novemberében jelentek meg információk. Akkor Lengyelország jelezte, hogy segítséget nyújt az Ukrán Légierő  7. harcászati repülődandárjánál szolgálatban álló Szu–24M vadászbombázók korszerűsítéséhez, hogy azok alkalmasak legyenek a Storm Shadow integrálására. A rakéták felfüggesztésére a Szu–24-eseket a brit-német Tornado vadászbombázókon használt indítósínekkel szerelték fel. 2022. december közepén Ben Wallace brit védelmi miniszter nyilatkozott arról, hogy Nagy-Britannia fontolóra vették a típus átadását Ukrajnának, de akkor úgy nyilatkozott, hogy végleges döntés még nem született az ügyben. 2023. május 11-én Ben Wallace azonban már megerősítette, hogy Nagy-Britannia Storm Shadow robotrepülőgépeket szállított Ukrajnának. Az átadott eszközök mennyisége nem ismert.  Az ukrán kormány cserében vállalta, hogy ezekkel a fegyverekkel  csak is az orosz megszállók katonai létesítményeit támadják Ukrajna nemzetközileg elismert határain belül.
A fegyver 2023. május 13-án bevetésre került az oroszok által megszállt Luhankszban. Erről a Storm Shadow megtalált roncsai tanúskodnak.  Oroszország nem sokkal később minden valószínűség szerint megszerezte a Storm Shadow törzsének többnyire épségben maradt hátsó részét, amelyből szakértők szerint hasznos információkhoz juthatnak a technológiát illetően.
2023 júliusában a vilniusi NATO csúcstalálkozón jelentette be Franciaország, hogy SCALP-EC robotrepülőgépeket Ukrajnának a saját tartalék készleteiből. 2023. augusztus 6-án fényképek is megjelentek arról, amint Volodimir Zelenszkij elnök megtekintette a Szu–24-es repülőgépre szerelt SCALP-EP robotrepülőgépet.
Az Ukrán Légierő 2023. szeptember 13-án hajnalban Storm Shadow robotrepülőgépekkel mért csapást a Szevasztopoli Hajógyárra, ahol sikerült megsemmisíteni a szárazdokkban álló B–237 Rosztov-na-Donu dízel-elektromos tengeralattjárót és a Minszk deszanthajót.Szeptember 22-én az ukrán légierő sikeresen mért csapást Storm Shadow robotrepülő gépekkel a fekete tengeri orosz flotta szevasztopoli főhadiszállására.